# Bettina de Cosnac
Bettina de Cosnac (* 1960 in Berlin) ist eine deutsch-französische Journalistin und Autorin.

## Leben
Die gebürtige Berlinerin studierte nach dem Abitur Französisch, Englisch und Vergleichende Literaturwissenschaft an der Technischen Universität Berlin sowie als Stipendiatin des Deutschen Akademischen Austauschdienstes (DAAD) an der Université François Rabelais in Tours. 1988 wurde sie an der TU Berlin mit der Dissertation Das Café-théâtre als kulturelles Zeitdokument. Geschichte, Gattung, Rezeption zum Dr. phil. promoviert.
Bereits vor und während ihrer Promotion arbeitete sie als freiberufliche Journalistin für verschiedene Printmedien und Fernsehsender in Deutschland und Frankreich. Seit 1995 lebt sie in Paris und war von dort aus zunächst für das ZDF-Studio Westeuropa tätig, anschließend als freie Frankreich-Korrespondentin unter anderem für die Deutsche Welle-TV. Für das Fernsehen arbeitet sie außerdem als Fachberaterin und Interviewpartnerin für eine Reihe von ZDF-Dokumentationen und Sendungen, vor allem über das Fürstentum Monaco und die Familie Grimaldi. Zuletzt im Jahre 2016.
Seit 2000 ist sie zudem als Autorin von Büchern in deutscher und französischer Sprache hervorgetreten. Große Aufmerksamkeit bei Publikum und Kritik erfuhren ihre Biografien der Fürstenfamilie von Monaco (2002) und der deutschen Unternehmer-Familie Riegel (2003). Im Jahr 2008 legte sie anlässlich von deren 100. Geburtstag die erste Biografie über Gisèle Freund vor. Bettina de Cosnac hatte die im Jahr 2000 verstorbene bedeutende deutsch-französische Fotografin 1988 in Berlin noch selbst bei einem Interview und in weiteren Begegnungen kennengelernt.
Bettina de Cosnac nahm von 2005 bis 2015 außerdem Lehraufträge an der CELSA, einer mit der Sorbonne verbundenen Journalisten- und Kommunikationshochschule, wahr.
Sie erhielt 2011 ein Stipendium als Artist in Residence auf Schloss La Roche-Guyon (Val d’Oise), das sie zur Arbeit an einer Musikinszenierung von Le Désert de Retz – Carnet de voyage nutzte.
2012 gründete sie aus Anlass des Jubiläums „50 Jahre deutsch-französischer Élysée-Vertrag“, Monumentum Nostrum, das erste deutsch-französische Park-, Garten- und DenkmalMagazin. Das online-Magazin, dessen Herausgeberin und Chefredakteurin sie bis heute geblieben ist, widmet sich der Denkmalpflege in Frankreich und Deutschland.
2016 erhielt sie für die auf Französisch geschriebene hortikulturelle Biografie „Jardins d'Histoire et sans histoire...“ einer in Frankreich lebenden Amerikanerin den European Garden Book Award auf Schloss Dennenlohe, einen Sonderpreis für die Originalität von Idee, Werk und Stil.
Bettina de Cosnac lebt mit ihrer Familie in Deutschland und Frankreich. Sie ist Mitglied im französischen Adelsverband ANF für wohltätige Zwecke.

## Schriften
Biografien
- Der Clan von Monaco. Geschichte und Gegenwart der Grimaldis, Europa-Verlag, Hamburg und Wien 2002 (Aktualisierte Taschenbuchausgabe: Die Grimaldis. Geschichte und Gegenwart der Fürstenfamilie von Monaco, Lübbe Verlag, Bergisch Gladbach 2007, ISBN 978-3-404-61620-6)
- Ein Bär geht um die Welt: Haribo – vom Bonbonkocher zum König der Gummibärchen. Eine deutsche Familiensaga, Europa Verlag, Hamburg und Wien 2003, ISBN 3-203-77521-2.
- Die Riegels. Die Geschichte der Kultmarke HARIBO und ihrer Gründerfamilie, Lübbe Verlag, Bergisch Gladbach 2006, ISBN 978-3-404-61584-1.
- Gisèle Freund. Ein Leben, Arche Verlag, Hamburg und Zürich 2008, ISBN 978-3-7160-2382-2.
- Jardins d’Histoire et sans histoire... de la Comtesse de La Panouse, Editions Monelle Hayot, Château de Saint-Rémy-en-l’Eau 2014, ISBN 978-2-903824-87-7 (European Garden Book Award, Sonderpreis 2016).
- Marie-Curie. Eine, die um ihr Leben forschte, Verlag Down-to-Earth, Berlin 2015, ISBN 978-3-86270-867-3.
- Antoine de Saint-Exupéry. Einer, der das Sehen lehrte, Verlag Down-to-Earth, Berlin 2015, ISBN 978-3-86270-916-8.
- Yehudi Menuhin. Einer, der für den Frieden musizierte, Verlag Down-t-o-Earth, Berlin 2016, ISBN 978-3-86270-936-6.
- Parfum. Frauen in der Welt der Düfte, mit Fotografien von R. Antonoff. Verlag Busse/Seewald, Stuttgart 2017, ISBN 978-3-7724-7449-1.

Theater
- Franz Liszt — Rhapsodie d’une vie, Uraufführung, Festival 1001 Notes, 2011 (Frankreich)

Coffee-Table-Books / Kulturbücher
- Lesereise Paris. Das Parfüm einer Stadt. Picus Verlag, Wien 2018, ISBN 978-3-7117-1087-1.
- Die Marquise bittet zu Tisch. Tafelfreuden auf französischen Schlössern, Gerstenberg Verlag, Hildesheim 2012, ISBN 978-3-8369-2650-8.
- Le Désert de Retz — carnet de voyage, mit Illustrationen von  C. Lesgourgues, Paris 2009, ISBN 978-2-35532-060-6 (Musik-Theaterstück, 2010).
- Drei-Länder-Chat. Kulturführer für den alltäglichen Grenzverkehr, mit D. Krämer-Anderson und S. Stamer, rororo, Reinbek bei Hamburg 2009, ISBN 978-3-499-62488-9.
- Hans Joachim Kruse: Paris. Reisen mit Insider-Tipps, Marco Polo, Aktualisierung für die 14. Auflage, Ostfildern 2002, ISBN 3-8297-0164-0.
- Bio, mode d’emploi, mit Cécile Le Cardinal, Hachette/Marabout 2001, ISBN 2-501-03372-8.

Sonstige Schriften
- Chambord -Schwerin. Schöne Verwandte – Une belle famille, Hg. mit S. Völzer, Steffen Verlag, Friedland/Berlin 2018, ISBN 978-3-941681-38-5.
- Das Café-théâtre als kulturelles Zeitdokument. Geschichte, Gattung, Rezeption, Dissertationsschrift,  Berlin 1988 (im Druck als Band 3 der Schriftenreihe Forum modernes Theater, Tübingen 1990, ISBN 3-8233-4021-2).